# Prowincja Prachinburi
Prachinburi (taj. ปราจีนบุรี) – jedna z prowincji (changwat) Tajlandii. Sąsiaduje z prowincjami Nakhon Ratchasima, Sa Kaeo, Chachoengsao i Nakhon Nayok.